# 中野美咲
中野 美咲（なかの みさき、1991年11月21日 - ）は、宮城県を拠点に活動する女性モデル、ローカルタレント。宮城県仙台市出身。血液型O型。

## 人物
- 聖和学園高等学校卒業。MORADO COMPANY・有限会社JMSを経て、2018年4月よりエスキャストモデルエージェンシー所属。
- 主に宮城県のテレビ、CMに出演し、「仙台コレクション」などのファッションショーのステージモデルやスチールモデルのほか、男子プロバスケットボール「B.LEAGUE」所属・仙台89ERSのアシスタントMCやNPB・東北楽天ゴールデンイーグルスのイベントMCを務めた経験を持ち各種司会・MCとしても活躍している[2]。
- 趣味はグルメ・温泉の探訪。特技はバレーボールと温泉ソムリエ。
- 姉が1人いる[5]。
- ツイッターやインスタグラムにてディズニー作品や韓流ドラマのほか苺・チョコレート・豆乳・肉・日本酒を好むこと、西野カナやw-inds.の橘慶太ファンであることを明かしている。
- 2017～2018年にはモーターレース「GLOBAL MX-5 CUP JAPAN」のレースクイーンを務めた[6][7]。

## 現在の出演番組
- 宮城テレビ放送「みやぎ生協オーレTV」(不定期放映)
- YouTube「オーレWeb」(不定期放映)[8]

## CM(声のみのものを含む)
- 東北電力
- 日産「デイズ」
- ユアテック
- ストリートライフ
- こくみん共済coop　相談篇(北海道・東北地区)[9]
- モバプロ(宮城県/東北楽天ゴールデンイーグルス編)
- NTTドコモ
- JRA福島競馬場
- 山一地所
- イオンモール
- 東北学院大学
- 宮城学院女子大学
- Uカーギャラリー
- ヨークベニマル
- 東北マルハン
- 大塚製薬ポカリスエット「座りっぱなし女子コレクション」
- 東通インテグレート
- 福島県会津若松「極上の会津」
- 柏屋(福島県)

## 過去の出演番組
- 宮城テレビ放送「ミヤテレスタジアム」(2代目アシスタントMC、2010年10月3日～2012年3月25日)
- 東日本放送「ナマサタ情報局」(「四季の旅ガイド 一緒にいこうよ」ナビゲーター)
- 東日本放送「突撃!ナマイキTV」(「デパスパ一番のり」木曜日担当、2014年4月～9月)
- 福島放送「ヨジデス」
- J:COM「旅ナビトラベリング☆ガール」
- DateFM「ホンマでっCarラジオ」

## 過去の出版媒体
- NEXCO東日本「ハイウェイウォーカー」(フリーペーパー)
- プランニング・オフィス社「りらく」(東北エリア情報誌。2020年4月号、2021年4月号)